# 日本におけるアフマディーヤ
日本におけるアフマディーヤは、19世紀にインドで興ったイスラーム改革復興運動であるアフマディーヤの日本支部である。日本におけるアフマディーヤの歴史は1935年に神戸に宣教師が訪れたことに始まり、第二次世界大戦を挟んだ中断の後、1960年代に再び宣教が始まった。1981年には本部が東京から名古屋に移され、2015年には愛知県津島市に移った。信徒数は2017年現在およそ240人弱で、北海道から中国地方にかけて居住しているが、ほとんどが名古屋に居住している。信徒はパキスタン国籍を持つものが最も多く、日本国籍を持つものがそれに次いでいる。

## 名称
アフマディーヤの日本支部は正式名称を日本アハマディア・ムスリム協会としている。そのためアハマディアという表記も見られる。しかし、日本語の慣例においてはアフマディーヤと表記される。そのため本項では慣例にならい「アフマディーヤ」と表記する。

## 歴史

### アフマディーヤの歴史
アフマディーヤは、自らを救世主であるとしたミルザ・グラーム・アフマドが1889年にイギリス領インド帝国のパンジャーブ地方において興した新宗教であり、イスラーム改革復興運動のひとつに位置づけられる。アフマドの死後、教団はカリフ制を採用した。
1889年に誕生したアフマディーヤは、1947年にパキスタンがインドから分離独立するのに従ってパキスタンへ集団移住し、ラバワという新都市を建設して本拠地としたものの、パキスタン国内では次第に迫害対象になった。1950年代には排除運動が活発になり、1974年には憲法改正によって非イスラーム集団とされた。1984年には軍事法令第20条が施行されたことによって、アザーンの朗読、ムスリムを自称すること、説教、布教が禁止された。これが施行された直後に第4代カリフであるミルザ・ターヒル・アフマドはイギリスに亡命し、以降はイギリスに本拠地が置かれた。

### 日本への布教
日本におけるアフマディーヤの歴史は1935年にインドから神戸に宣教師が訪れて布教を行ったことに始まる。ただし、この宣教師はスパイと疑われたために4、5年滞在したのちに布教を中断して撤退した。
1965年、アメリカ合衆国から東京に宣教師が派遣されたのを皮切りに再布教が行われた。1970年代には東京を中心に活動していたが、1981年には当時の日本の主任宣教師であったアッタウル・ムジーブ・ラシードは本部を名古屋に移転し、本部を名古屋、支部を東京に置くという体制とした。名古屋を移転先にした理由についてラシードは、名古屋は日本で4番目に大きい都市であり、また、地理的に日本の真ん中にあるためであると語っている。これによって日本におけるアフマディーヤの活動の中心は名古屋となった。本部は名古屋市名東区にある一戸建ての住宅に置かれ、「イスラム教会アハマディアセンター」と名付けられた。1980年代にはアフマディーヤは活発に布教活動を行った。1983年には自動車を用いた地方での宣教を中国地方、四国地方、東北地方で行った。また、横浜駅の電光掲示板に日本語で布教のメッセージを流すという活動を行っていた。

### パキスタンでの禁教後
1984年、前述したようにパキスタンにおいて軍事法令第20条が施行され、宗教活動が禁じられた。名古屋入管における難民申請者は1987年には9人、1988年には22人、1989年には32人に増加し、このほとんどがアフマディーヤを信仰するパキスタン人だった。アフマディーヤ信徒の日本への流入は1980年代に本格化したが、1989年に日本とパキスタンの間でビザ相互免除協定が廃止されたことなどにより1990年代には急減した。
1993年にはアフマディーヤの信徒として初めて、1人のパキスタン人の難民申請が認められた。ただし、同年には35人のアフマディーヤ信徒が難民不認定処分となっており、処分の取り消しを求めて7件の訴訟を起こしていた。1994年には8人のアフマディーヤ信徒の訴えに対し、名古屋地方裁判所は、「迫害を受けるという恐怖を抱くような客観的事情があるとはいえない」として請求を棄却した。しかし、1997年には1人のアフマディーヤ信徒の訴えに対し、名古屋地方裁判所は、迫害の恐れが継続しているとして処分の取り消しを命じる判決を言い渡した。

### 現在まで
1995年に阪神・淡路大震災が発生すると、アフマディーヤは神戸に信徒を送って救援活動を行った。2004年に新潟県中越地震が発生するとアフマディーヤはボランティア部として全国から信徒を交代で派遣し、ボランティア活動を行った。また、2011年に東日本大震災が発生すると、発生翌日から半年間、宮城県石巻市で炊き出しなどのボランティア活動を行った。
2015年、アフマディーヤは信徒の増加で本部が手狭になったことを理由に、信徒からの寄付金をもとに愛知県津島市に「ザ・ジャパン・モスク」を設立した。津島市を選んだ理由についてアフマディーヤの日本本部長は、名古屋から近いことと、間取りがマッカに向かって礼拝するのに都合がよかったためであると語っている。設立式典には政治家や地方自治体の役人、世界中のアフマディーヤ教団からの参加があったほか、第5代カリフであるミズラ・マスルール・アフマドも参列した。この際にはカリフに会うために韓国やマレーシア、インドネシアなどからおよそ140人の信徒が日本を訪れた。

## 信徒

### 人口
2017年現在、在日アフマディーヤ信徒の総数は240人弱である。アムネスティ・インターナショナルの調査によると、1993年の日本にはおよそ150人のアフマディーヤ信徒がいたという。嶺崎 (2013)によると、2012年では女性68人、男性72人であり、15歳以下の子供を合わせて約200人であった。ただし、主任宣教師は2013年に朝日新聞の取材に対して日本国内のアフマディーヤの信者は約500人であると語っている。

### 分布
日本のアフマディーヤ信徒は北海道から中国地方にかけて居住しているが、その大多数は名古屋に居住している。

### 国籍・民族
嶺崎 (2013)によると、日本のアフマディーヤ信徒はパキスタン国籍を持つものが最も多く、日本に帰化したパキスタン出身者を含めた日本国籍を持つものがそれに次ぐという。その他にもインドネシアやバングラデシュ、アメリカ合衆国、ナイジェリア、マレーシア、スリランカ、ミャンマーなどの国籍を持つ信徒がいる。欧米の国籍所有者はパキスタン系の2世などで、結婚などによって日本に移り住んできた者である。
民族的にはパキスタン系が大多数である。アフマディーヤの東京支部のリーダーによると、日本民族は日本のアフマディーヤ信徒の総数の10パーセントを占めるという。

## 社会

### 組織
アフマディーヤの本部は愛知県津島市にあるザ・ジャパン・モスクに置かれ、東京には支部が置かれている。かつては名古屋市名東区に本部として「イスラム教会アハマディアセンター」が置かれていた。
日本に限らず、アフマディーヤの組織は15歳以下の女子部、15歳以上の女性部、15歳以下の男子部、15歳以上40歳未満の青年部、40歳以上の男性部の5つに分かれ、それぞれの部が個別に活動する。どの国・地域の支部でも年次総会と参集会が年にそれぞれ1回行われ、参集会では1年の活動報告や決算報告、また、時には役員選挙が行われる。
職に就いている信徒は毎月の収入の16分の1を、職に就いていない信徒からは毎月一定額を組織に寄付することが義務付けられているほか、目的ごとに寄付がつのられ、これらが教団組織の財源となる。長期にわたって寄付がないものは除名処分になることもある。
アフマディーヤは2013年に日本で宗教法人格を申請したが、2018年現在、取得に至っていない。

### モスク

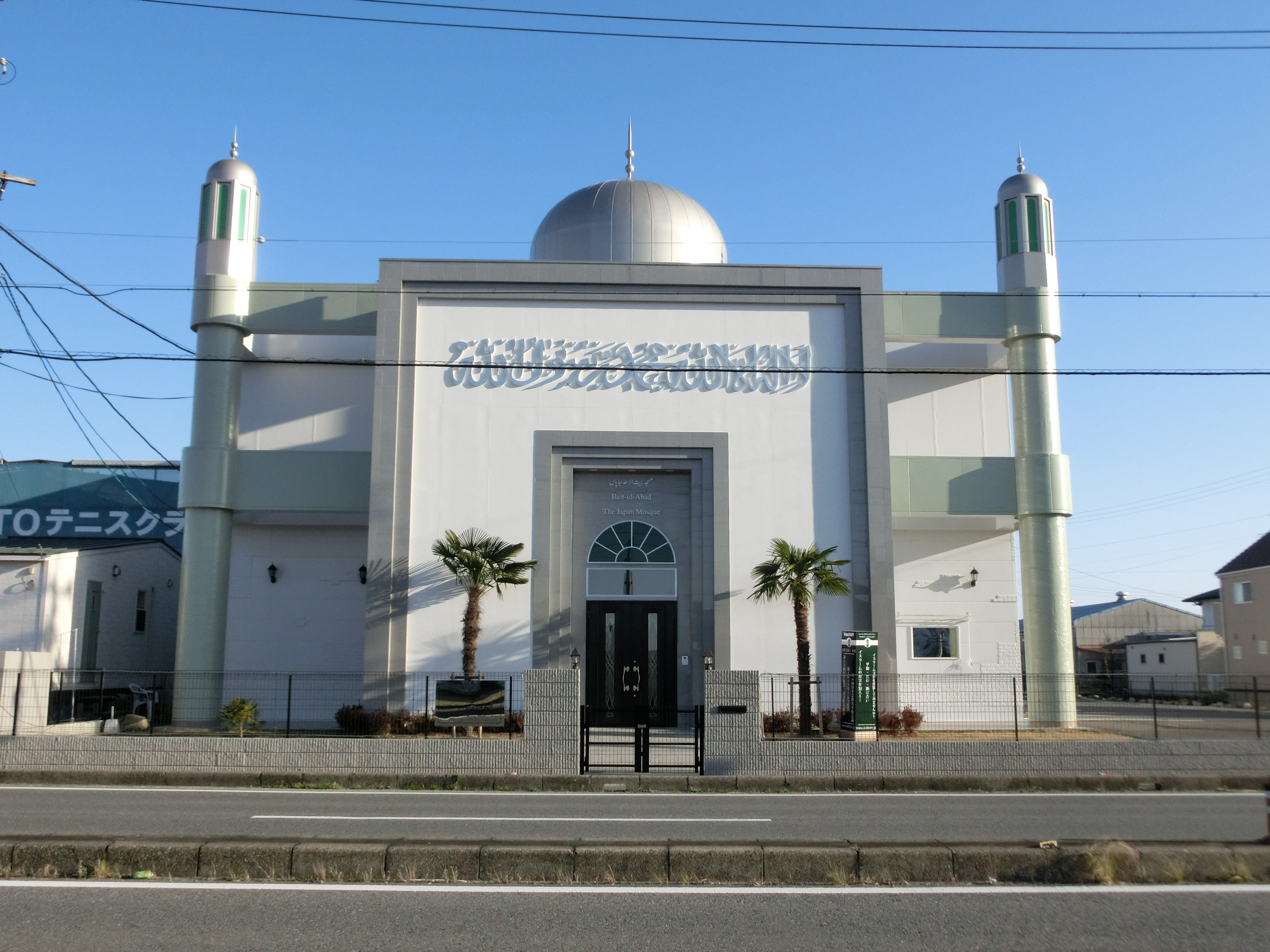
協会の本部が置かれているザ・ジャパン・モスク

現在、協会の本部が置かれているザ・ジャパン・モスクはパチンコ店だった2階建ての建物を改装して2015年に設立された。ザ・ジャパン・モスクは大小5つのミナレットが備えられ、500人以上を収容できる礼拝堂を持つ。この500人という収容人数は日本全体のアフマディーヤ信徒の数を上回っている。これについて東京大学の阿久津正幸は、このモスクは宗教活動のためだけに作られたのではなく、日本社会との交流のためでもあるとしている。

### 墓地
アフマディーヤは山梨県甲州市にある仏教寺院である文殊院の敷地内に墓地を有している。文殊院に隣接する区画には日本ムスリム協会が管理する墓地である「イスラーム霊園」があるが、アフマディーヤの墓地はこれとは区別されている。

## 活動

### クルアーンの日本語訳
日本におけるアフマディーヤは1988年にアフマディーヤ系の出版社であるイスラム・インターナショナル・パブリケーションズから『聖クルアーン』というクルアーンの翻訳を出版した。この『聖クルアーン』は日本語とアラビア語が並んで提示されており、従来の日本語訳クルアーンのなかで最も訳注が多いことが特徴である。

### ヒューマニティー・ファースト
ヒューマニティー・ファーストは、アフマディーヤが1995年に設立した国際NGOであり、イギリスに本部を置く。日本においても一般社団法人「ヒューマニティー・ファースト」として活動している。地震の際の救援活動のほか、ホームレスのための炊き出しや地域の清掃活動などを行っている。

## 多数派ムスリムとの関係
アフマディーヤは自らをムスリムと自認しているが、多数派ムスリムと自己とを区別している。また、多数派ムスリムはアフマディーヤを非ムスリムとみなしている。日本においてもアフマディーヤは多数派ムスリムから非難を受けている。2016年7月には愛知県の飛島モスクで反アフマディーヤを宣伝するビラが配布された。ただし、嶺崎 (2013)によると、日本におけるアフマディーヤは在日パキスタン大使館と良好な関係を保っているという。